# آيت ويران (آيت ويران)
آيت ويران هو دُوَّار يقع بجماعة تيسينت، إقليم طاطا، جهة سوس ماسة في المملكة المغربية. ينتمي الدوّار لمشيخة آيت ويران التي تضم دوارين. يقدر عدد سكانه بـ 973 نسمة حسب الإحصاء الرسمي للسكان والسكنى لسنة 2004.

## وصلات خارجية
- البوابة الوطنية للجماعات الترابية
- المندوبية السامية للتخطيط